# Oreno
Oreno (Urén in dialetto brianzolo) è una frazione geografica del comune di Vimercate, posta a ovest del centro abitato oltre la Tangenziale Est, sulla strada verso Arcore, con cui confina.
Il borgo ha un nucleo storico che deriva dall'insediamento di corti rurali e ville agresti con parchi e giardini, con al centro la Villa Gallarati Scotti.

## Storia
Grazie a dei documenti risalenti all'853, si è scoperto che Oreno nacque da un popolo di Celti poi colonizzato dalla Repubblica Romana, quando veniva chiamato "Borgonovo". Nel 1346 venne incluso nell'area della pieve di Vimercate. Registrato agli atti del 1751 come un villaggio milanese di 755 abitanti saliti a 851 nel 1771, alla proclamazione del Regno d'Italia nel 1805 Oreno risultava avere 990 residenti. L'abitato crebbe poi discretamente, tanto che nel 1853 la popolazione aumentò a 1563, salendo a 1870 nel 1871. L'inizio del XX secolo e l'industrializzazione della zona portarono a un ulteriore aumento, registrando 2 529 abitanti nel 1901 e 2778 nel 1921. In era fascista, l'espansione edilizia portò ad un progressivo reciproco avvicinamento dell'abitato orenese con quello di Vimercate, e nel 1929 il governo decise l'annessione alla vicina cittadina.
A Oreno ha vissuto il Salaino, aiutante di Leonardo da Vinci durante la sua permanenza a Milano. La sua casa si trova vicino al Casino di Caccia della famiglia Borromeo.

## Sagre ed eventi
Tra gli eventi importanti caratterizzanti la frazione si ricorda la "Sagra della Patata", che si svolge ogni due anni, per valorizzare il tubero che è diventato, dalla fine dell'Ottocento ad oggi, caratterizzante per la comunità locale. La tradizione infatti vuole che a portare a Oreno il tubero fu don Antonio Muller (1821-1891), professore e rettore del seminario lombardo a Roma per diversi anni. Di lui si trova a Oreno una statua in via Lodovica. Nel 2018 si è tenuta la cinquantesima edizione della Sagra, invece l'anno successivo è stato organizzato l'evento "Aspettando la Sagra della Patata", alla quale hanno partecipato visitatori provenienti da tutta la Lombardia.
Nel 1996 venne girata ad Oreno la serie TV Cascina Vianello, in particolare presso la Villa Gallarati Scotti e la Corte Rustica Borromeo.

## Sport
La squadra del paese è la Polisportiva Ausonia Oreno, fondata nel 1950. I colori sociali sono il giallo e il verde.

## Monumenti e luoghi d'interesse
- Villa Gallarati Scotti
- Villa Borromeo
- Casino di Caccia Borromeo
- Convento e chiesa di San Francesco dei Frati Minori Cappuccini
- Chiesa parrocchiale di San Michele
- Casa del Salaino
- Palazzo Foppa
- Corte San Carlo (o Curt de Brina)